# Piggainaresa
Piggainaresa era una regió i una ciutat de la Terra Alta Hitita que estava ocupada pels kashka. Mursilis II, després d'haver ocupat la ciutat de Yahresa la va atacar i va assolar la zona en el seu camí de retorn a Hattusa durant la seva octava campanya, al novè any de regnat. Va tornar a Hattusa amb un gran botí de captius, vaques i ovelles.